# Антифа (САЩ)
Антифа (на английски: antifa) е крайно ляво движение на автономни антифашистки и антирасистки групи и лица в САЩ.. Важна характеристика на антифа групите е тяхното пряко действие  с провокиране на конфликти както онлайн, така и в реалния живот. Движението използва разнообразни тактики на протест, включително дигитален активизъм, увреждане на публична и частна собственост, физическо насилие и сплашване на онези, които считат за фашисти, расисти или крайната десница.
Антифа активистите участват в антикапиталистически движения  и принадлежат към идеологиите на основния ляв спектър (анархизъм, социализъм, комунизъм, в по-малка степен - либерализъм и социалдемокрация). Целта на движението е да се бори с крайната десница и идеологията на върховенството на белите, както чрез директни действия, така и чрез избори.